# Roussillon (Vaucluse)
Roussillon [ʀusiˈjɔ̃] ist eine südfranzösische Gemeinde im Département Vaucluse in der Region Provence-Alpes-Côte d’Azur. Sie gehört zum Arrondissement Apt und zum Kanton Apt. Das Gemeindegebiet gehört zum Regionalen Naturpark Luberon.
Die Kleinstadt mit 1.318 Einwohnern (Stand 1. Januar 2022) liegt am Fuße des Luberon-Massivs und ist als eines der Plus beaux villages de France (schönste Dörfer Frankreichs) klassifiziert.

## Wirtschaft
Bekannt ist der Ort vor allem durch seine ockerhaltige rote Erde, die als Rohstoff zur Herstellung von Farben verwendet wird. Hier bauten bereits die Römer, die das Dorf vicus russulus (rotes Dorf) nannten, Ocker ab. Roussillon war bis zum Anfang des 19. Jahrhunderts Zentrum des Ockerabbaus, der bis 1930 noch betrieben wurde. Heute existiert nur noch eine Farbenfabrik zur Besichtigung (Ancienne Usine Mathieu). Ferner liegt am Ortsrand der Sentier des Ocres, der Ockerlehrpfad.
Die Weinberge im Umland von Roussillon gehören zur Appellation Côtes du Ventoux. Mehr als 120.000 Besucher jährlich und der Tourismus bestimmen heute das Leben der Gemeinde.

## Wappen
Beschreibung: In Grün ein weißer Balken, mit einer roten Rose belegt.

## Persönlichkeiten
- Zwischen 1942 und 1945 versteckte sich Samuel Beckett (1906–1989) in Roussillon vor der deutschen Wehrmacht und setzte der Stadt in seinem Theaterstück Warten auf Godot ein Denkmal.
- 1950 kam der amerikanische Soziologe Laurence Wylie (1909–1996) nach Roussillon und lebte ein Jahr lang hier, um die Gemeinschaft des abgelegenen Dorfes zu studieren. Aus seinen Beobachtungen machte Wylie ein Buch mit dem Titel Dorf in der Vaucluse (Erstausgabe 1957). Im Buch nannte er das Dorf „Peyrane“, gemeint war aber Roussillon.[2]

## Sehenswürdigkeiten
- romanische Pfarrkirche St-Michel mit klassizistischer Taufkapelle (Monument historique)

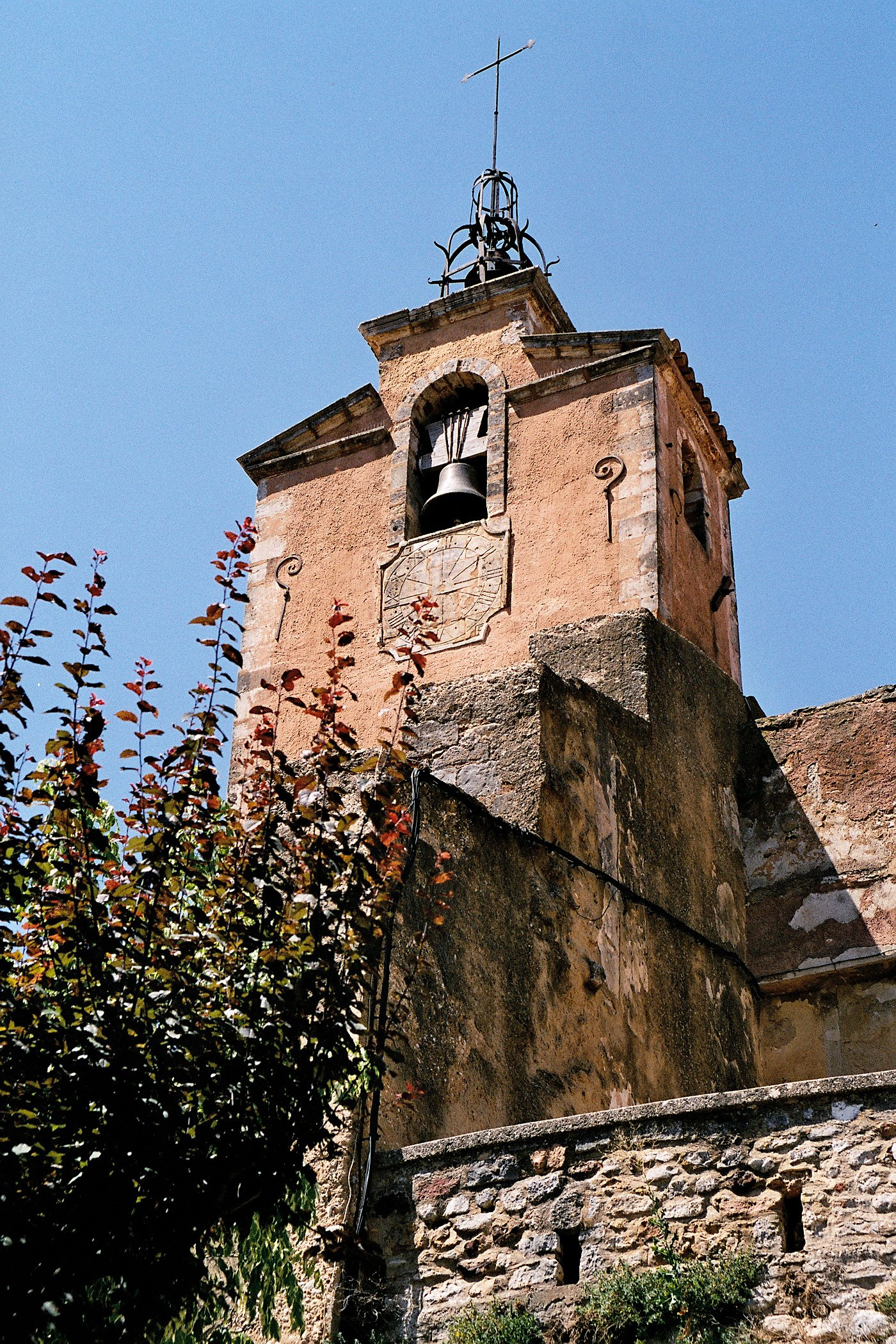
Glockenturm im Ortskern
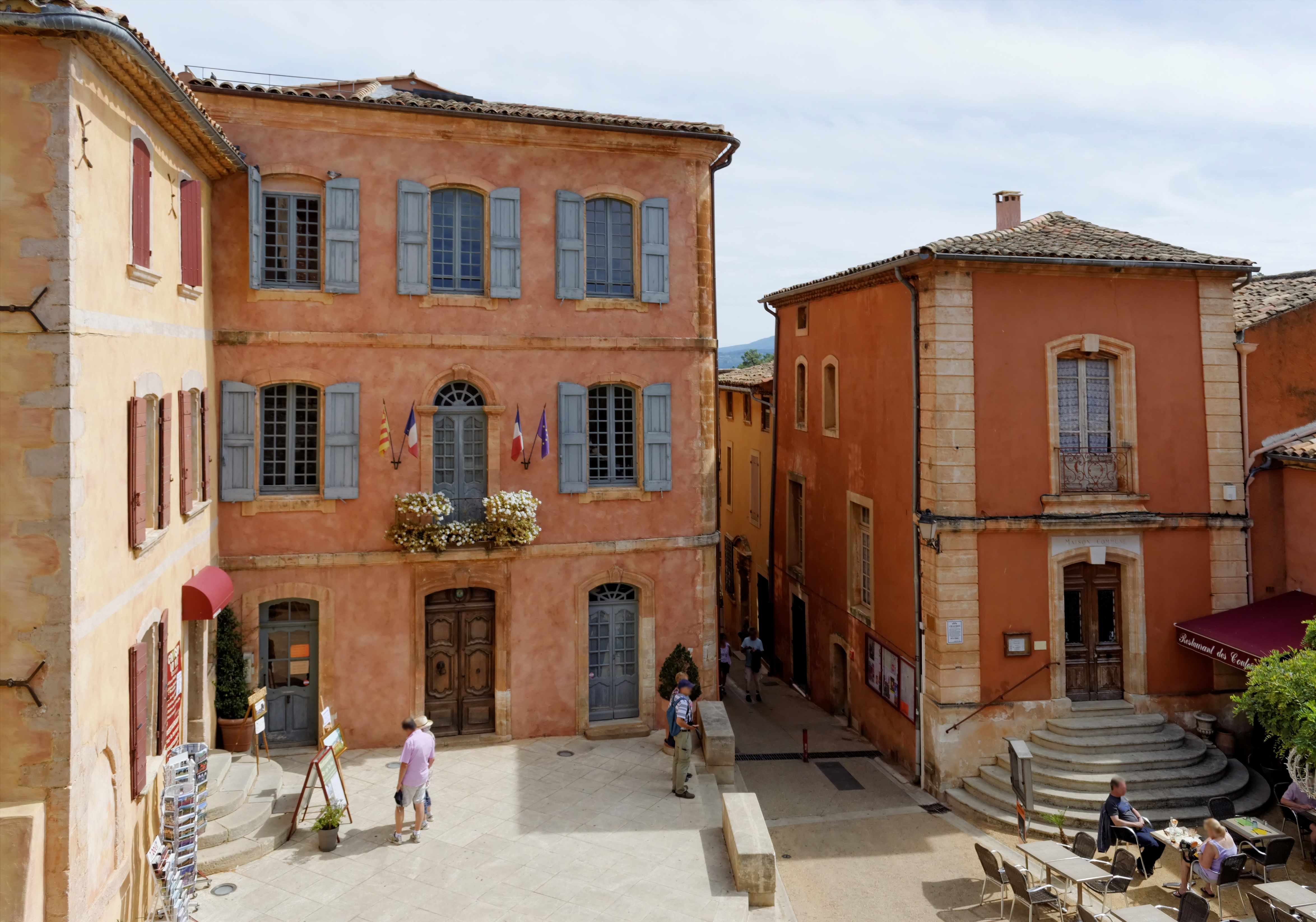
Rathaus
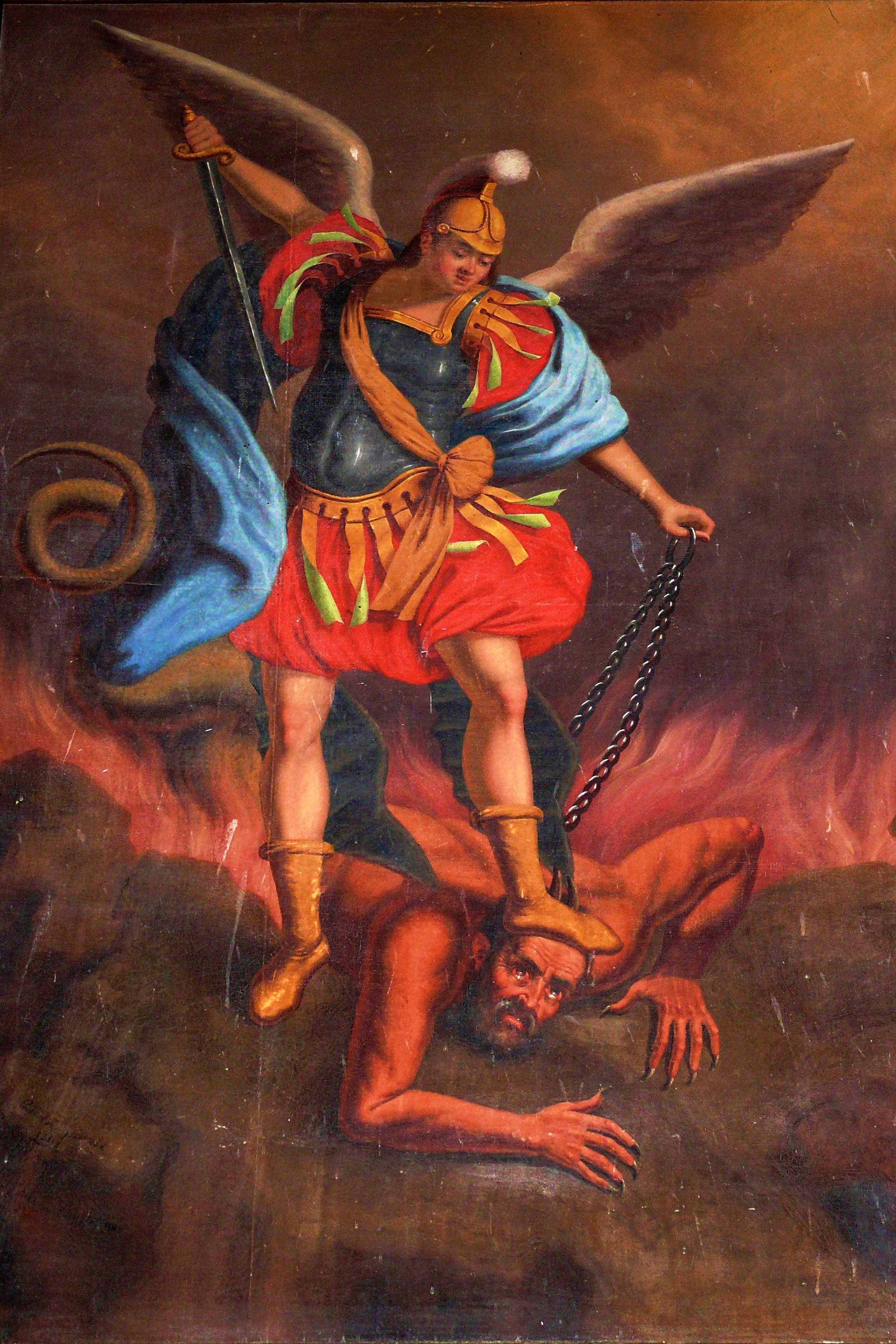
Erzengel Michael, Gemälde in der Ortskirche Saint-Michel
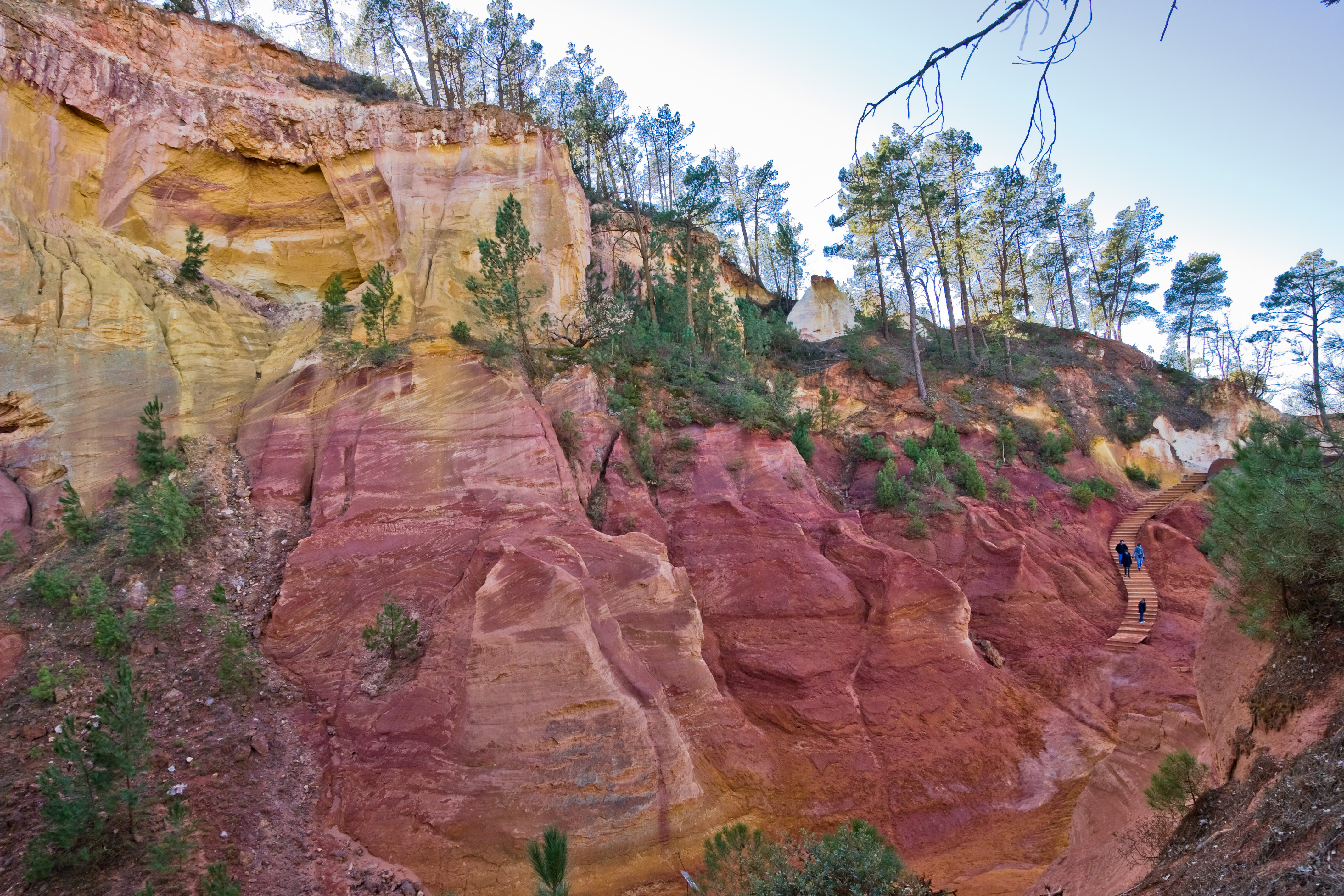
Ockersteinbruch am Sentier des ocres
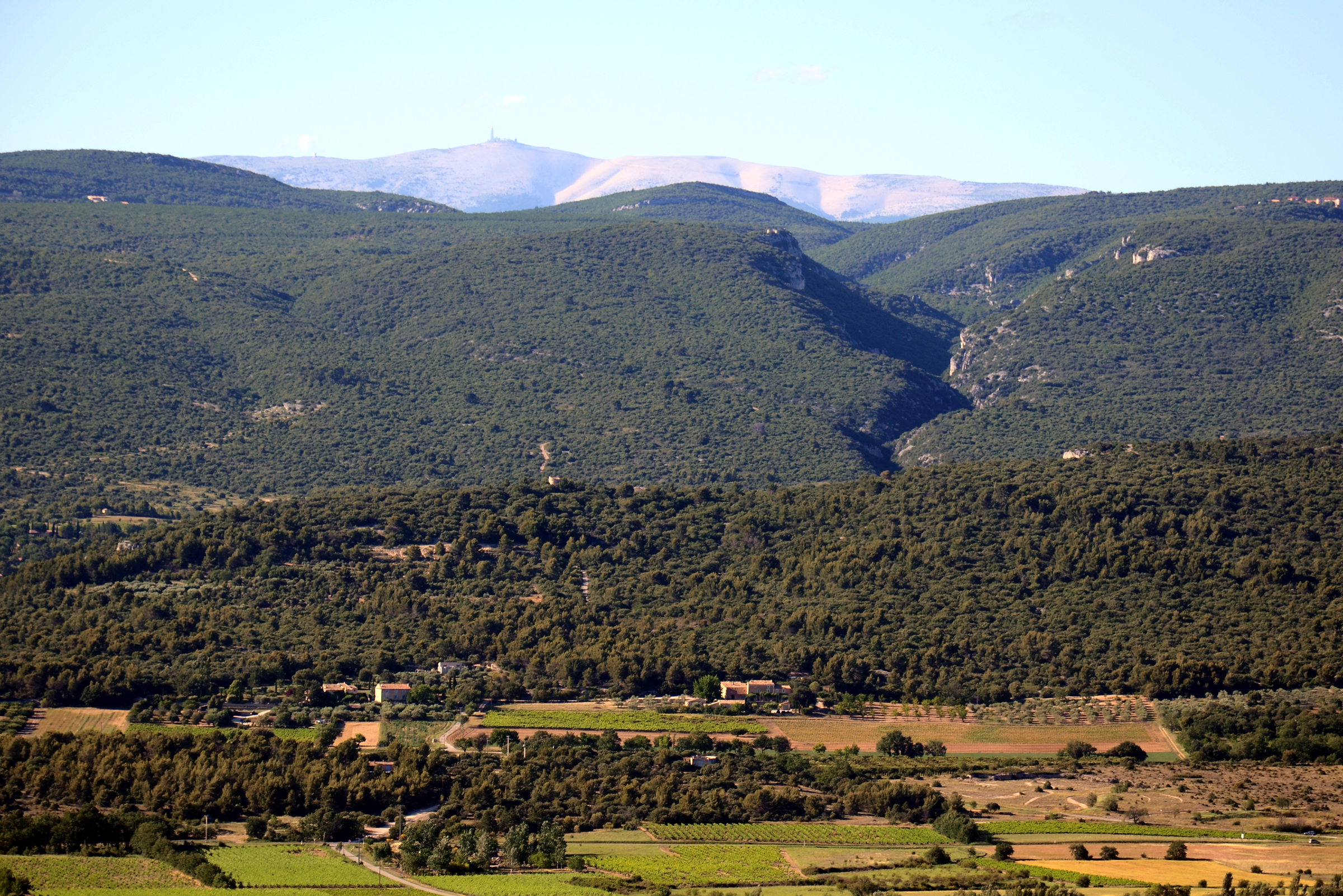
Gipfel des Mont Ventoux von Roussillon aus gesehen. Im Vordergrund die Monts de Vaucluse.
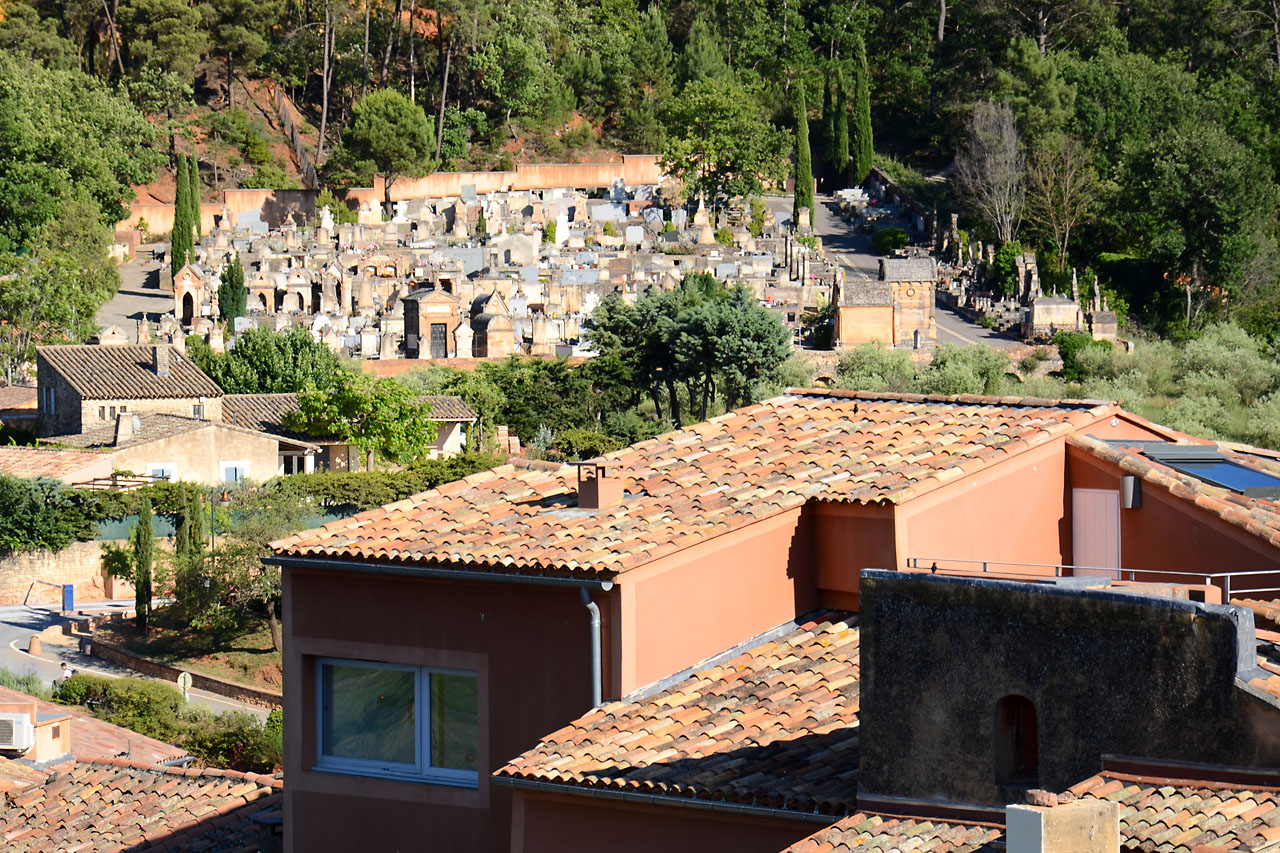
Roussillon, im Hintergrund der Friedhof
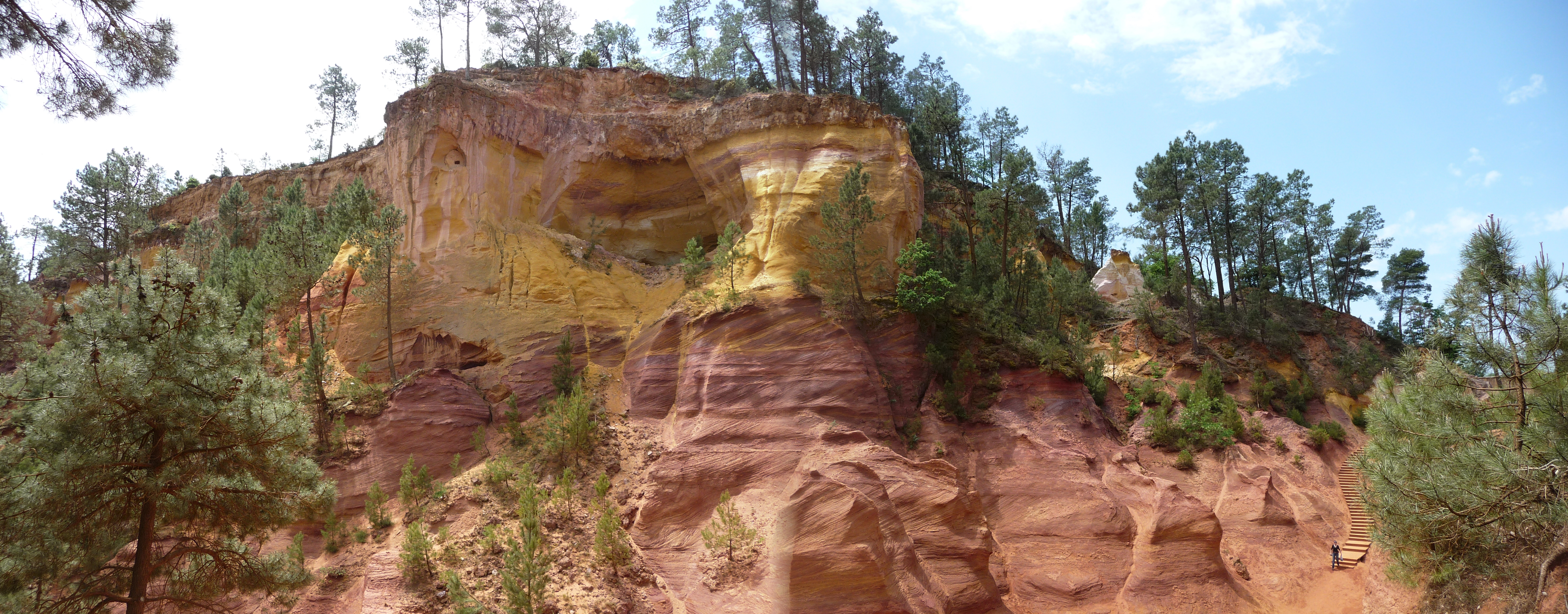
Ockerlehrpfad (Sentier des Ocres) am Ortsrand von Roussillon
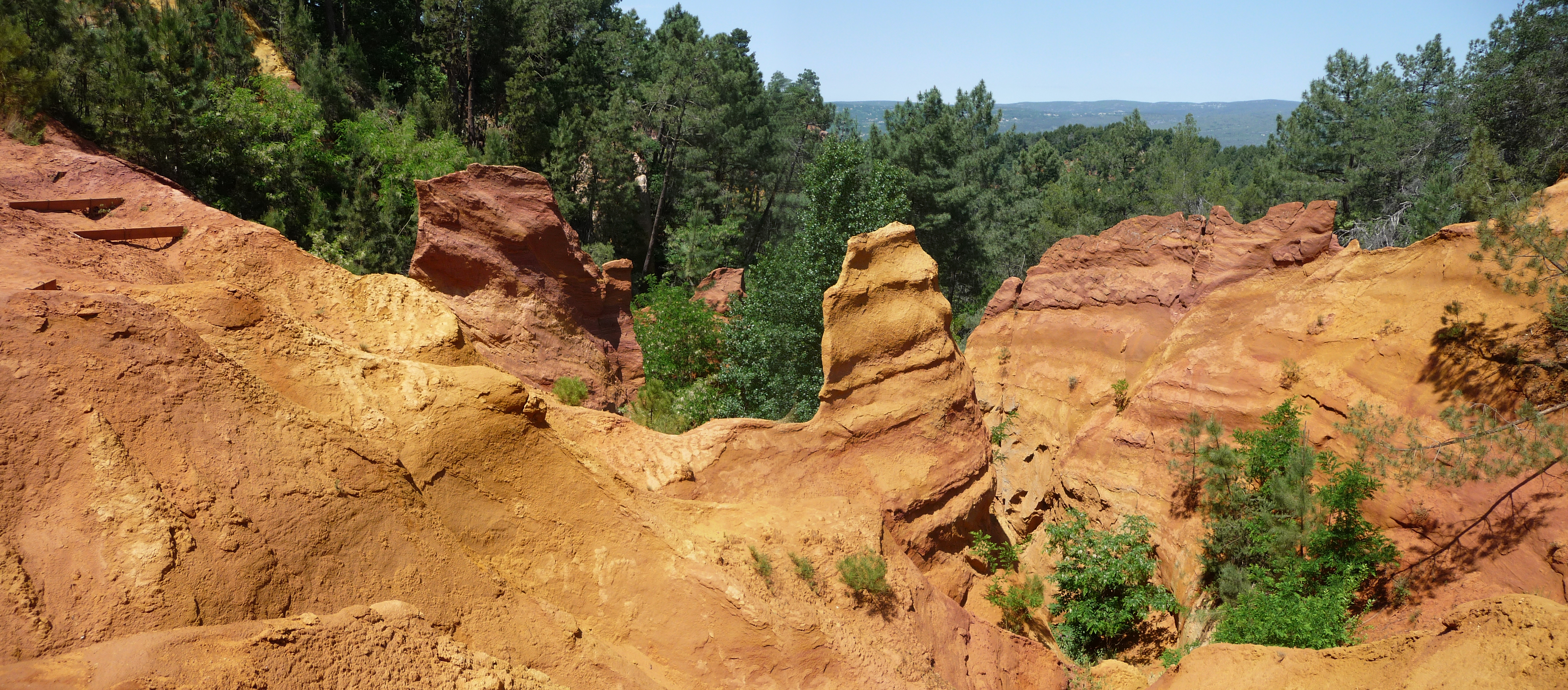
Ockerlehrpfad (Sentier des Ocres) am Ortsrand von Roussillon
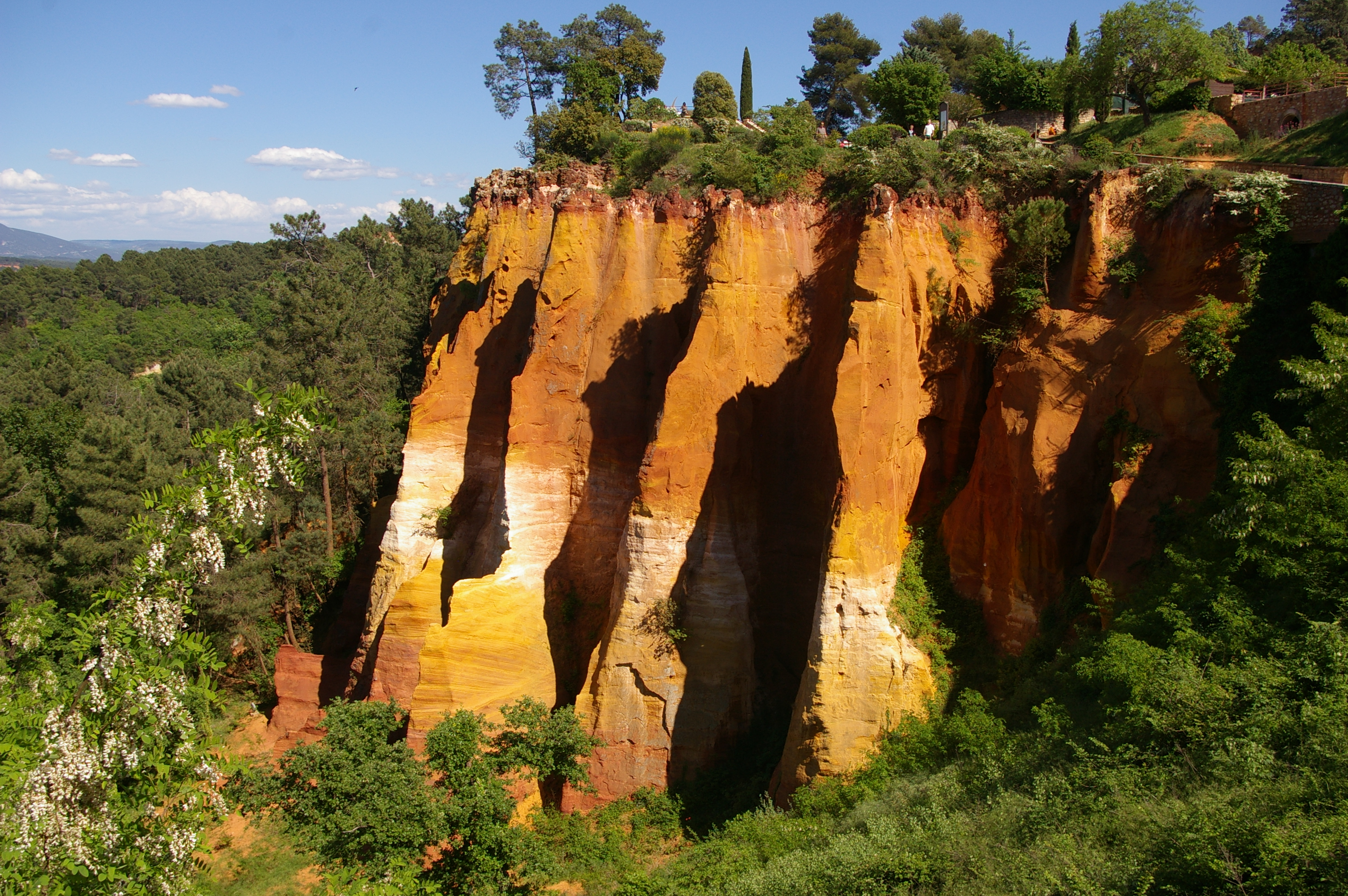
Ockerfelsen von der Ortsmitte aus gesehen